# توماس فان دير مارس
توماس فان دير مارس (بالهولندية: Thomas van der Mars)‏ (15 نوفمبر 1990 بخاودا في هولندا - ) هو لاعب كرة سلة هولندي في مركز الوسط. لعب مع نادي قولة لكرة السلة ‏.

## وصلات خارجية
- توماس فان دير مارس على موقع الاتحاد الدولي لكرة السلة (الإنجليزية)
- توماس فان دير مارس على موقع كرة السلة الأوروبية.كوم (الإنجليزية)
- توماس فان دير مارس على موقع كلية كرة السلة في سبورتس رفرنس.كوم (الإنجليزية)
- توماس فان دير مارس على موقع ريلجم (الإنجليزية)
- توماس فان دير مارس على موقع بروبوليرز (الإنجليزية)
- توماس فان دير مارس على موقع سبورتس رفرنس (الإنجليزية)